# Media Maria Verlag
Der Media Maria Verlag wurde 2007 gegründet. Er ging aus einer gleichnamigen Versandbuchhandlung hervor, die seit 2005 bestand. Der Programmschwerpunkt liegt auf christlicher Literatur. Der Sitz des Verlags ist Illertissen, die Inhaberin ist Gisela Geirhos.
Nach Auskunft der Inhaberin will der Verlag die „Nische“ katholischer Literatur der Glaubensvertiefung bedienen und zur Vermittlung christlicher Werte beitragen. Auch überkonfessionelle christliche Literatur wird verlegt. Jährlich werden ca. 12 bis 15 Neuerscheinungen publiziert. Eine gewisse Beachtung fand das im April 2012 in München von Georg Gänswein als Geschenk zum 85. Geburtstag des damaligen Papstes in Anwesenheit der Verlagsleiterin der Presse vorgestellte Bändchen Benedikt XVI. – Prominente über den Papst mit 20 Würdigungen Papst Benedikts unter anderem aus der Feder von Franz Beckenbauer und bekannter CSU-Politiker wie Peter Gauweiler und Edmund Stoiber. Dieser hatte nach Darstellung Geirhos’ als „Türöffner“ für das Projekt in seinem Bekanntenkreis gewirkt. Auszüge aus dem Band wurden vorab in der Zeitschrift Bunte exklusiv abgedruckt.
Zu den verlegten Autoren zählen unter anderem Paul Josef Cordes, Peter Dyckhoff, Peter Egger, André Frossard, Scott Hahn, Michael Hesemann, Andreas Laun, Christa Meves, Werner Münch, Ulrich Nersinger, Joseph Ratzinger, Athanasius Schneider und der amerikanische Johannes-Paul-II.-Biograf George Weigel.
Der Verlag ist mit der Laienorganisation Opus Dei verflochten. So finden sich im Verlagsangebot Veröffentlichungen bekannter Opus-Dei-Autoren (neben Weigel und Hahn etwa auch Peter Berglar und Jutta Burggraf) zu teils einschlägigen, nur die Anhängerschaft des Gründervaters Escrivá betreffenden Themen. Cordes konnte sein im Media Maria Verlag erschienenes Buch im Juni 2018 im Berliner Opus-Dei-Bildungszentrum Feldmark von dem Tagespost-Autor José García vorstellen lassen und auf den Internetseiten der Organisation bewerben.